# Benimarfull
Benimarfull – gmina w Hiszpanii, w prowincji Alicante, we wspólnocie autonomicznej Walencja, o powierzchni 5,56 km². W 2011 roku liczyła 417 mieszkańców.
Siedzibę swoją ma tu firma, która produkuje rośliny aromatyczne, przyprawy, napary i herbaty z rolnictwa ekologicznego, zwane Herbes del Molí i sprzedaje je pod marką Artemís.